# 米耳·不剌
米耳·不剌（？—1365年），又作异密·普拉德·汗，钦察汗国（金帐汗国）第二十任可汗，他是蓝帐汗国昔班的后裔，自称埃米尔。
米耳·不剌在回历764年（1362年—1363年），在新萨莱铸币。1364年秋，金帐汗国可汗阿木剌被米耳·不剌赶出萨莱，阿木剌被属下亦里牙思杀死。亦里牙思是莫豁勒不花的儿子。1365年9月，米耳·不剌被杀，萨莱被的帖木儿火者儿子阿即思汗占领。
| 前任： 阿木剌 | 金帐汗国君主 1364年—1365年 | 繼任： 阿即思汗 |